# Primera División 2016 (Argentina)
La Primera División 2016 è stata l'87ª edizione del massimo torneo calcistico argentino. La competizione è iniziata il 5 febbraio 2016 e si è conclusa il 29 maggio 2016 con la vittoria del Lanús che ha sconfitto per 4-0 il San Lorenzo nella finale, ottenendo così il secondo titolo nazionale della sua storia.
Il torneo è stato definito corto, cioè ha avuto la durata di un solo semestre costituendo l'ennesimo torneo di transizione per la definitiva riforma del campionato argentino, che lo vedrà (a partire dalla stagione successiva) allinearsi con i campionati europei, anche per quanto riguarda il mercato per il trasferimento dei giocatori.
Tramite sorteggio, le 30 squadre appartenenti alla Primera División sono state divise in due "zone" da 15 squadre ognuna. Ogni squadra ha disputato 16 partite, di cui 14 contro le dirette avversarie del girone di appartenenza e le restanti 2 contro una squadra dell'altro girone in quasi tutti i casi definita dalle rivalità calcistiche (ad esempio Boca Juniors e River Plate, avversarie acerrime nel cosiddetto Superclasico, non sono state inserite nello stesso girone e si sono scontrate così due volte). I due gironi hanno avuto due classifiche separate, comprendendo anche i punti totalizzati nei clasicos interzonali. Dopo la disputa della 16ª giornata, le due squadre in testa alle rispettive classifiche zonali si sono scontrate in una finale unica in campo neutro, che ha visto vincente, come già detto, il Lanús.
Questa edizione del campionato ha visto soltanto una retrocessione in Primera B Nacional, determinata con il tradizionale sistema del promedio, una particolare classifica che valorizza la media punti di ogni squadra nella Primera División nelle ultime quattro stagioni (compresa l'attuale). Alla fine della stagione regolare, il promedio ha condannato l'Argentinos Juniors a ritornare in Primera B dopo appena due stagioni dal suo ritorno in massima serie (nel 2015).
Alla Coppa Libertadores 2017 parteciperanno il Lanus e il San Lorenzo (finaliste del campionato) e l'Estudiantes (vincitrice dello spareggio e seconde classificate di ogni zona contro il Godoy Cruz). A queste tre squadre si aggregheranno la squadra vincitrice della Coppa Sudamericana 2016 se argentina o il Godoy Cruz in caso contrario, e la vincente della Copa Argentina 2015-2016.

## Squadre partecipanti
| Club               | Città                 | Stadio                              |
| ------------------ | --------------------- | ----------------------------------- |
| Aldosivi           | Mar del Plata         | José María Minella                  |
| Argentinos Juniors | Buenos Aires          | Diego Armando Maradona              |
| Arsenal Sarandí    | Sarandí               | Julio Humberto Grondona             |
| Atlético Rafaela   | Rafaela               | Nuevo Monumental                    |
| Atl. Tucumán       | San Miguel de Tucumán | Monumental José Fierro              |
| Banfield           | Banfield              | Florencio Sola                      |
| Belgrano           | Cordoba               | Julio César Villagra                |
| Boca Juniors       | Buenos Aires          | Alberto Jacinto Armando             |
| Colón (SF)         | Santa Fe              | Brigadier General Estanislao López  |
| Defensa y Justicia | Florencio Varela      | Norberto "Tito" Tomaghello          |
| Estudiantes (LP)   | La Plata              | Ciudad de La Plata                  |
| Gimnasia (LP)      | La Plata              | Juan Carmelo Zerillo                |
| Godoy Cruz         | Mendoza               | Malvinas Argentinas                 |
| Huracán            | Buenos Aires          | Tomás Adolfo Ducó                   |
| Independiente      | Avellaneda            | Libertadores de América             |
| Lanús              | Lanús                 | Ciudad de Lanús – Néstor Díaz Pérez |
| Newell's Old Boys  | Rosario               | Marcelo Bielsa                      |
| Olimpo             | Bahia Blanca          | Roberto Natalio Carminatti          |
| Patronato          | Paraná                | Presbítero Bartolomé Grella         |
| Quilmes            | Quilmes               | Centenario Dr. José Luis Meiszner   |
| Racing Club        | Avellaneda            | Juan Domingo Perón                  |
| River Plate        | Buenos Aires          | Monumental Antonio Vespucio Liberti |
| Rosario Central    | Rosario               | Dr. Lisandro de la Torre            |
| San Lorenzo        | Buenos Aires          | Pedro Bidegain                      |
| San Martín (SJ)    | San Juan              | Ingeniero Hilario Sánchez           |
| Sarmiento (J)      | Junín                 | Eva Perón                           |
| Temperley          | Temperley             | Alfredo Beranger                    |
| Tigre              | Victoria              | José Dellagiovanna                  |
| Unión (SF)         | Santa Fe              | 15 de Abril                         |
| Vélez Sarsfield    | Buenos Aires          | José Amalfitani                     |

## Zona A

### Classifica
| Pos. | Squadra         | Pt | G  | V  | N | P | GF | GS | DR  |
| ---- | --------------- | -- | -- | -- | - | - | -- | -- | --- |
| 1.   | San Lorenzo     | 34 | 16 | 10 | 4 | 2 | 23 | 16 | +7  |
| 2.   | Godoy Cruz      | 33 | 16 | 10 | 3 | 3 | 27 | 14 | +13 |
| 3.   | Independiente   | 27 | 16 | 7  | 6 | 3 | 22 | 12 | +10 |
| 4.   | Arsenal Sarandí | 27 | 16 | 8  | 3 | 5 | 21 | 15 | +6  |
| 5.   | Gimnasia (LP)   | 25 | 16 | 7  | 4 | 5 | 19 | 19 | 0   |
| 6.   | Vélez Sarsfield | 24 | 16 | 7  | 3 | 6 | 20 | 19 | +1  |
| 7.   | Rosario Central | 20 | 16 | 5  | 5 | 6 | 19 | 16 | +3  |
| 8.   | Patronato       | 20 | 16 | 5  | 5 | 6 | 19 | 23 | -4  |
| 9.   | River Plate     | 18 | 16 | 4  | 6 | 6 | 21 | 22 | -1  |
| 10.  | Colón (SF)      | 17 | 16 | 5  | 2 | 9 | 21 | 31 | -10 |
| 11.  | Sarmiento (J)   | 17 | 16 | 4  | 5 | 7 | 10 | 18 | -8  |
| 12.  | Belgrano        | 16 | 16 | 4  | 4 | 8 | 21 | 24 | -3  |
| 13.  | Banfield        | 15 | 16 | 2  | 9 | 5 | 15 | 21 | -5  |
| 14.  | Quilmes         | 15 | 16 | 3  | 6 | 7 | 20 | 32 | -12 |
| 15.  | Olimpo          | 13 | 16 | 3  | 4 | 9 | 11 | 20 | -9  |

Note:
Tre punti a vittoria, uno a pareggio, zero a sconfitta.
Dopo la conclusione dell'ultima giornata, la squadra prima classificata della zona accede alla finale del campionato e si qualifica per la Coppa Libertadores 2017. Anche la seconda squadra classificata ha diritto all'accesso alla medesima competizione internazionale.

### Calendario e risultati
Con la lettera "c" si segnalano i clasicos interzonali, nei quali la squadra che milita nel girone a cui il calendario si riferisce è sottolineata
| Banfield        | 2 - 0     | Gimnasia LP | 5 feb. | Arsenal         | 3 - 1     | Banfield      | 12 feb. | Banfield      | 1 - 1     | Quilmes         | 16 feb. |
| Rosario Central | 1 - 0     | Godoy Cruz  | 5 feb. | Quilmes         | 2 - 4     | Colon         | 12 feb. | Olimpo        | 0 - 2     | San Lorenzo     | 16 feb. |
| Aldosivi        | 3 - 0 (c) | Olimpo      | 6 feb. | Godoy Cruz      | 1 - 1     | Independiente | 12 feb. | Argentinos    | 0 - 3 (c) | Velez           | 16 feb. |
| Patronato       | 2 - 2     | San Lorenzo | 6 feb. | San Lorenzo     | 2 - 1     | Sarmiento (J) | 13 feb. | Independiente | 0 - 2     | Rosario Central | 17 feb. |
| Independiente   | 1 - 0     | Belgrano    | 7 feb. | Velez           | 2 - 1     | Olimpo        | 13 feb. | Patronato     | 0 - 0     | Arsenal         | 17 feb. |
| River Plate     | 5 - 1     | Quilmes     | 7 feb. | Rosario Central | 2 - 0 (c) | Newell's      | 14 feb. | Sarmiento (J) | 1 - 3     | Gimnasia LP     | 17 feb. |
| Colon           | 2 - 1     | Arsenal     | 7 feb. | Gimnasia LP     | 3 - 2     | Patronato     | 14 feb. | Colon         | 3 - 0     | Belgrano        | 18 feb. |
| Sarmiento (J)   | 1 - 0     | Velez       | 8 feb. | Belgrano        | 3 - 2     | River Plate   | 14 feb. | River Plate   | 1 - 2     | Godoy Cruz      | 18 feb. |

| San Lorenzo     | 3 - 2     | Velez         | 20 feb. | Banfield      | 2 - 3     | Godoy Cruz      | 26 feb. | Quilmes         | 1 - 1     | Olimpo        | 4 mar. |
| Gimnasia LP     | 1 - 0     | Olimpo        | 20 feb. | Sarmiento (J) | 2 - 2     | Quilmes         | 27 feb. | Arsenal         | 1 - 0     | Velez         | 4 mar. |
| Belgrano        | 0 - 0     | Banfield      | 21 feb. | Huracan       | 1 - 1 (c) | San Lorenzo     | 27 feb. | Belgrano        | 3 - 0     | Sarmiento (J) | 5 mar. |
| Godoy Cruz      | 4 - 1     | Colon         | 21 feb. | Patronato     | 2 - 1     | Belgrano        | 27 feb. | Gimnasia LP     | 0 - 0     | San Lorenzo   | 5 mar. |
| Independiente   | 1 - 1 (c) | Racing Club   | 21 feb. | Colon         | 0 - 3     | Rosario Central | 28 feb. | Independiente   | 4 - 1     | Colon         | 5 mar. |
| Rosario Central | 3 - 3     | River Plate   | 21 feb. | Olimpo        | 2 - 1     | Arsenal         | 28 feb. | River Plate     | 0 - 0 (c) | Boca Juniors  | 6 mar. |
| Quilmes         | 2 - 2     | Patronato     | 22 feb. | Velez         | 2 - 1     | Gimnasia LP     | 29 feb. | Rosario Central | 2 - 2     | Banfield      | 6 mar. |
| Arsenal         | 2 - 0     | Sarmiento (J) | 22 feb. | River Plate   | 1 - 0     | Independiente   | 29 feb. | Godoy Cruz      | 3 - 1     | Patronato     | 7 mar. |

| Olimpo         | 2 - 0     | Belgrano        | 12 mar. | Arsenal         | 0 - 1     | Gimnasia LP   | 18 mar. | Olimpo          | 1 - 1     | Rosario Central | 1 apr. |
| Banfield       | 1 - 3     | Independiente   | 12 mar. | Colon           | 0 - 3 (c) | Union         | 19 mar. | Patronato       | 2 - 1     | River Plate     | 2 apr. |
| San Lorenzo    | 0 - 2     | Arsenal         | 12 mar. | Belgrano        | 2 - 3     | Velez         | 19 mar. | Banfield        | 1 - 1     | Colon           | 2 apr. |
| Estudiantes LP | 3 - 0 (c) | Gimnasia LP     | 13 mar. | Independiente   | 2 - 1     | Patronato     | 19 mar. | San Lorenzo     | 3 - 2     | Belgrano        | 3 apr. |
| Patronato      | 1 - 0     | Rosario Central | 13 mar. | Godoy Cruz      | 1 - 0     | Olimpo        | 19 mar. | Def. y Justicia | 0 - 1 (c) | Arsenal         | 3 apr. |
| Colon          | 4 - 1     | River Plate     | 13 mar. | Quilmes         | 3 - 0     | San Lorenzo   | 20 mar. | Velez           | 1 - 4     | Godoy Cruz      | 3 apr. |
| Sarmiento (J)  | 0 - 0     | Godoy Cruz      | 14 mar. | River Plate     | 1 - 1     | Banfield      | 20 mar. | Sarmiento (J)   | 0 - 0     | Independiente   | 3 apr. |
| Velez          | 1 - 2     | Quilmes         | 27 mar. | Rosario Central | 1 - 0     | Sarmiento (J) | 21 mar. | Gimnasia LP     | 1 - 0     | Quilmes         | 4 apr. |

| 10ª giornata    | 10ª giornata | 10ª giornata  | 10ª giornata |               | 11ª giornata | 11ª giornata    | 11ª giornata | 11ª giornata |
| Locali          | Risultato    | Ospiti        | Data         | Locali        | Risultato    | Ospiti          | Data         |              |
| --------------- | ------------ | ------------- | ------------ | ------------- | ------------ | --------------- | ------------ | ------------ |
| Colon           | 2 - 2        | Patronato     | 8 apr.       | Gimnasia LP   | 2 - 2        | Godoy Cruz      | 15 apr.      |              |
| Godoy Cruz      | 0 - 1        | San Lorenzo   | 8 apr.       | Sarmiento (J) | 1 - 0        | Colon           | 16 apr.      |              |
| River Plate     | 2 - 2        | Sarmiento (J) | 9 apr.       | Temperley     | 2 - 0 (c)    | Quilmes         | 17 apr.      |              |
| Independiente   | 0 - 0        | Olimpo        | 9 apr.       | Velez         | 0 - 2        | Independiente   | 17 apr.      |              |
| Banfield        | 0 - 2 (c)    | Lanus         | 10 apr.      | Patronato     | 0 - 2        | Banfield        | 17 apr.      |              |
| Rosario Central | 2 - 3        | Velez         | 10 apr.      | Olimpo        | 0 - 1        | River Plate     | 17 apr.      |              |
| Belgrano        | 3 - 0        | Gimnasia LP   | 10 apr.      | San Lorenzo   | 2 - 1        | Rosario Central | 17 apr.      |              |
| Quilmes         | 1 - 4        | Arsenal       | 11 apr.      | Arsenal       | 3 - 3        | Belgrano        | 18 apr.      |              |

| 12ª giornata | 12ª giornata | 12ª giornata    | 12ª giornata |
| Locali       | Risultato    | Ospiti          | Data         |
| ------------ | ------------ | --------------- | ------------ |
| Atl. Rafaela | 3 - 1 (c)    | Patronato       | 22 apr.      |
| Velez        | 1 - 0 (c)    | Argentinos      | 22 apr.      |
| Olimpo       | 2 - 1 (c)    | Aldosivi        | 22 apr.      |
| Union        | 1 - 0 (c)    | Colon           | 23 apr.      |
| Arsenal      | 0 - 0 (c)    | Def. y Justicia | 23 apr.      |
| San Lorenzo  | 1 - 0 (c)    | Huracan         | 23 apr.      |
| Godoy Cruz   | 1 - 0 (c)    | San Martin      | 23 apr.      |
| Lanus        | 2 - 0 (c)    | Banfield        | 23 apr.      |
| Gimnasia LP  | 0 - 0 (c)    | Estudiantes LP  | 23 apr.      |
| Newells      | 0 - 0 (c)    | Rosario Central | 24 apr.      |
| Boca Juniors | 0 - 0 (c)    | River Plate     | 24 apr.      |
| Racing Club  | 0 - 0 (c)    | Independiente   | 24 apr.      |
| Belgrano     | 0 - 0 (c)    | Atl. Tucuman    | 24 apr.      |
| Tigre        | 2 - 0 (c)    | Sarmiento (J)   | 25 apr.      |
| Quilmes      | 2 - 0 (c)    | Temperley       | 25 apr.      |

| Patronato       | 2 - 1 (c) | Atl. Rafaela  | 29 apr. | Quilmes      | 1 - 3     | Godoy Cruz      | 6 mag. | Godoy Cruz      | 1 - 0     | Belgrano    | 14 mag. |
| Colon           | 3 - 1     | Olimpo        | 29 apr. | Velez        | 2 - 0     | Colon           | 7 mag. | Colon           | 0 - 2     | San Lorenzo | 14 mag. |
| Independiente   | 0 - 1     | San Lorenzo   | 30 apr. | San Lorenzo  | 2 - 1     | River Plate     | 7 mag. | River Plate     | 1 - 0     | Gimnasia LP | 14 mag. |
| Belgrano        | 2 - 2     | Quilmes       | 30 apr. | Arsenal      | 1 - 0     | Rosario Central | 8 mag. | Independiente   | 2 - 0     | Arsenal     | 14 mag. |
| River Plate     | 0 - 0     | Velez         | 30 apr. | Atl. Tucuman | 2 - 1 (c) | Belgrano        | 8 mag. | Sarmiento (J)   | 0 - 1 (c) | Tigre       | 15 mag. |
| Godoy Cruz      | 2 - 0     | Arsenal       | 30 apr. | Atl. Rafaela | 0 - 0     | Tigre           | 8 mag. | Rosario Central | 1 - 1     | Quilmes     | 15 mag. |
| Rosario Central | 0 - 1     | Gimnasia LP   | 2 mag.  | Gimnasia LP  | 3 - 3     | Independiente   | 8 mag. | Patronato       | 1 - 0     | Olimpo      | 16 mag. |
| Banfield        | 0 - 0     | Sarmiento (J) | 3 mag.  | Olimpo       | 1 - 1     | Banfield        | 9 mag. | Banfield        | 0 - 0     | Velez       | 16 mag. |

| 16ª giornata    | 16ª giornata | 16ª giornata    | 16ª giornata |
| Locali          | Risultato    | Ospiti          | Data         |
| --------------- | ------------ | --------------- | ------------ |
| Arsenal         | 2 - 1        | River Plate     | 20 mag.      |
| Olimpo          | 0 - 1        | Sarmiento (J)   | 21 mag.      |
| Quilmes         | 0 - 3        | Independiente   | 21 mag.      |
| Velez           | 0 - 0        | Patronato       | 21 mag.      |
| San Lorenzo     | 1 - 1        | Banfield        | 22 mag.      |
| San Martin (SJ) | 2 - 0 (c)    | Godoy Cruz      | 22 mag.      |
| Belgrano        | 1 - 0        | Rosario Central | 23 mag.      |
| Gimnasia LP     | 3 - 0        | Colon           | 23 mag.      |

## Zona B

### Classifica
| Pos. | Squadra            | Pt | G  | V  | N | P  | GF | GS | DR  |
| ---- | ------------------ | -- | -- | -- | - | -- | -- | -- | --- |
| 1.   | Lanús              | 38 | 16 | 12 | 2 | 2  | 28 | 10 | +18 |
| 2.   | Estudiantes (LP)   | 32 | 16 | 9  | 5 | 2  | 25 | 11 | +14 |
| 3.   | Atl. Tucumán       | 30 | 16 | 9  | 3 | 4  | 26 | 19 | +7  |
| 4.   | Defensa y Justicia | 25 | 16 | 7  | 4 | 5  | 25 | 16 | +9  |
| 5.   | Huracán            | 25 | 16 | 7  | 4 | 5  | 21 | 15 | +6  |
| 6.   | Racing Club        | 24 | 16 | 6  | 6 | 4  | 29 | 25 | +4  |
| 7.   | San Martín (SJ)    | 23 | 16 | 6  | 5 | 5  | 23 | 20 | +3  |
| 8.   | Unión (SF)         | 22 | 16 | 5  | 7 | 4  | 24 | 22 | +2  |
| 9.   | Boca Juniors       | 20 | 16 | 5  | 5 | 6  | 15 | 13 | +2  |
| 10.  | Tigre              | 20 | 16 | 5  | 5 | 6  | 21 | 17 | +4  |
| 11.  | Aldosivi           | 17 | 16 | 4  | 5 | 7  | 19 | 28 | -9  |
| 12.  | Newell's Old Boys  | 16 | 16 | 3  | 7 | 6  | 16 | 21 | -5  |
| 13.  | Temperley          | 16 | 16 | 4  | 4 | 8  | 14 | 21 | -7  |
| 14.  | Argentinos Juniors | 11 | 16 | 2  | 6 | 8  | 11 | 29 | -18 |
| 15.  | Atlético Rafaela   | 9  | 16 | 2  | 3 | 11 | 14 | 32 | -14 |

Note:
Tre punti a vittoria, uno a pareggio, zero a sconfitta.
Dopo la conclusione dell'ultima giornata, la squadra prima classificata della zona accede alla finale del campionato e si qualifica per la Coppa Libertadores 2017. Anche la seconda squadra classificata ha diritto all'accesso alla medesima competizione internazionale.

### Calendario e risultati
Con la lettera "c" si segnalano i clasicos interzonali, nei quali la squadra che milita nel girone a cui il calendario si riferisce è sottolineata
| Huracan         | 0 - 1     | Atl. Rafaela | 5 feb. | Union           | 3 - 0     | Temperley       | 12 feb. | Huracan         | 2 - 0     | Aldosivi     | 24 mar. |
| Aldosivi        | 3 - 0 (c) | Olimpo       | 6 feb. | Tigre           | 1 - 2     | Huracan         | 16 mar  | Argentinos      | 0 - 3 (c) | Velez        | 16 feb. |
| Argentinos      | 1 - 1     | Tigre        | 6 feb. | Aldosivi        | 3 - 2     | Argentinos      | 13 feb. | Def. y Justicia | 4 - 1     | Atl. Rafaela | 17 feb. |
| San Martin (SJ) | 2 - 1     | Newell's     | 6 feb. | Atl. Rafaela    | 0 - 1     | Estudiantes LP  | 13 feb. | Newell's        | 5 - 0     | Racing Club  | 17 feb. |
| Temperley       | 0 - 0     | Boca Juniors | 6 feb. | Racing Club     | 2 - 2     | San Martin (SJ) | 13 feb. | San Martin (SJ) | 0 - 1     | Boca Juniors | 17 feb. |
| Def. y Justicia | 2 - 2     | Union        | 7 feb. | Lanus           | 2 - 1     | Def. y Justicia | 14 feb. | Estudiantes LP  | 1 - 1     | Tigre        | 18 feb. |
| Atl. Tucuman    | 2 - 1     | Racing Club  | 7 feb. | Rosario Central | 2 - 0 (c) | Newell's        | 14 feb. | Temperley       | 0 - 1     | Lanus        | 18 feb. |
| Estudiantes LP  | 0 - 1     | Lanus        | 8 feb. | Boca Juniors    | 0 - 1     | Atl. Tucuman    | 14 feb. | Atl. Tucuman    | 2 - 0     | Union        | 18 feb. |

| Boca Juniors  | 4 - 1     | Newell's        | 20 feb. | Newell's        | 1 - 1     | Union        | 26 feb. | Argentinos   | 1 - 5     | Def. y Justicia | 4 mar. |
| Tigre         | 0 - 2     | Def. y Justicia | 21 feb. | Estudiantes LP  | 4 - 1     | Argentinos   | 27 feb. | Lanus        | 3 - 0     | Newell's        | 4 mar. |
| Independiente | 1 - 1 (c) | Racing Club     | 21 feb. | Def. y Justicia | 4 - 0     | Aldosivi     | 27 feb. | Huracan      | 1 - 0     | Estudiantes LP  | 5 mar. |
| Union         | 1 - 1     | San Martin (SJ) | 22 feb. | Huracan         | 1 - 1 (c) | San Lorenzo  | 27 feb. | Atl. Rafaela | 1 - 2     | San Martin (SJ) | 5 mar. |
| Atl. Rafaela  | 0 - 2     | Temperley       | 23 feb. | Atl. Tucuman    | 3 - 0     | Atl. Rafaela | 28 feb. | River Plate  | 0 - 0 (c) | Boca Juniors    | 6 mar. |
| Lanus         | 1 - 0     | Atl. Tucuman    | 23 feb. | Racing Club     | 1 - 0     | Boca Juniors | 28 feb. | Aldosivi     | 1 - 1     | Temperley       | 6 mar. |
| Aldosivi      | 1 - 2     | Estudiantes LP  | 23 feb. | San Martin (SJ) | 2 - 2     | Lanus        | 28 feb. | Union        | 3 - 6     | Racing Club     | 6 mar. |
| Argentinos    | 0 - 0     | Huracan         | 28 mar. | Temperley       | 2 - 0     | Tigre        | 29 feb. | Tigre        | 5 - 0     | Atl. Tucuman    | 7 mar. |

| Newell's        | 1 - 1     | Atl. Rafaela | 11 mar. | Aldosivi       | 2 - 2     | San Martin (SJ) | 18 mar. | Atl. Tucuman    | 2 - 1     | Huracan        | 1 apr. |
| Racing Club     | 2 - 1     | Lanus        | 11 mar. | Estudiantes LP | 2 - 1     | Def. y Justicia | 18 mar. | Temperley       | 1 - 3     | Estudiantes LP | 1 apr. |
| Def. y Justicia | 0 - 2     | Huracan      | 12 mar. | Argentinos     | 0 - 3     | Atl. Tucuman    | 19 mar. | Racing Club     | 3 - 3     | Tigre          | 2 apr. |
| San Martin (SJ) | 1 - 0     | Tigre        | 12 mar. | Colon          | 0 - 3 (c) | Union           | 19 mar. | Boca Juniors    | 3 - 0     | Atl. Rafaela   | 2 apr. |
| Estudiantes LP  | 3 - 0 (c) | Gimnasia LP  | 13 mar. | Huracan        | 4 - 2     | Temperley       | 20 mar. | Newell's        | 1 - 1     | Aldosivi       | 3 apr. |
| Atl. Tucuman    | 1 - 1     | Aldosivi     | 13 mar. | Lanus          | 2 - 0     | Boca Juniors    | 20 mar. | San Martin (SJ) | 2 - 0     | Argentinos     | 3 apr. |
| Boca Junios     | 2 - 1     | Union        | 14 mar. | Atl. Rafaela   | 3 - 6     | Racing Club     | 21 mar. | Def. y Justicia | 0 - 1 (c) | Arsenal        | 3 apr. |
| Temperley       | 0 - 0     | Argentinos   | 14 mar. | Tigre          | 3 - 3     | Newell's        | 21 mar. | Union           | 0 - 4     | Lanus          | 4 apr. |

| 10ª giornata    | 10ª giornata | 10ª giornata    | 10ª giornata |                 | 11ª giornata | 11ª giornata    | 11ª giornata | 11ª giornata |
| Locali          | Risultato    | Ospiti          | Data         | Locali          | Risultato    | Ospiti          | Data         |              |
| --------------- | ------------ | --------------- | ------------ | --------------- | ------------ | --------------- | ------------ | ------------ |
| Huracan         | 4 - 3        | San Martin (SJ) | 9 apr.       | Newell's        | 1 - 0        | Huracan         | 15 apr.      |              |
| Def. y Justicia | 2 - 1        | Temperley       | 9 apr.       | Atl. Tucuman    | 3 - 1        | Def. y Justicia | 16 apr.      |              |
| Banfield        | 0 - 2 (c)    | Lanus           | 10 apr.      | Lanus           | 2 - 1        | Atl. Rafaela    | 16 apr.      |              |
| Argentinos      | 0 - 0        | Newell's        | 10 apr.      | Boca Juniors    | 4 - 1        | Aldosivi        | 16 apr.      |              |
| Aldosivi        | 2 - 1        | Racing Club     | 10 apr.      | Racing Club     | 2 - 2        | Argentinos      | 16 apr.      |              |
| Tigre           | 2 - 0        | Boca Juniors    | 10 apr.      | San Martin (SJ) | 0 - 1        | Estudiantes LP  | 17 apr.      |              |
| Atl. Rafaela    | 1 - 1        | Union           | 11 apr.      | Temperley       | 2 - 0(c)     | Quilmes         | 17 apr.      |              |
| Estudiantes LP  | 3 - 2        | Atl. Tucuman    | 11 apr.      | Union           | 1 - 0        | Tigre           | 18 apr.      |              |

| 12ª giornata | 12ª giornata | 12ª giornata    | 12ª giornata |
| Locali       | Risultato    | Ospiti          | Data         |
| ------------ | ------------ | --------------- | ------------ |
| Atl. Rafaela | 3 - 1 (c)    | Patronato       | 22 apr.      |
| Velez        | 1 - 0 (c)    | Argentinos      | 22 apr.      |
| Olimpo       | 2 - 1 (c)    | Aldosivi        | 22 apr.      |
| Union        | 1 - 0 (c)    | Colon           | 23 apr.      |
| Arsenal      | 0 - 0 (c)    | Def. y Justicia | 23 apr.      |
| San Lorenzo  | 1 - 0 (c)    | Huracan         | 23 apr.      |
| Godoy Cruz   | 1 - 0 (c)    | San Martin      | 23 apr.      |
| Lanus        | 2 - 0 (c)    | Banfield        | 23 apr.      |
| Gimnasia LP  | 0 - 0 (c)    | Estudiantes LP  | 23 apr.      |
| Newells      | 0 - 0 (c)    | Rosario Central | 24 apr.      |
| Boca Juniors | 0 - 0 (c)    | River Plate     | 24 apr.      |
| Racing Club  | 0 - 0 (c)    | Independiente   | 24 apr.      |
| Belgrano     | 0 - 0 (c)    | Atl. Tucuman    | 24 apr.      |
| Tigre        | 2 - 0 (c)    | Sarmiento       | 25 apr.      |
| Quilmes      | 2 - 0 (c)    | Temperley       | 25 apr.      |

| Aldosivi        | 1 - 1 | Union           | 29 apr. | Union           | 4 - 0     | Argentinos      | 6 mag. | Huracan         | 1 - 1     | Union           | 13 mag. |
| Estudiantes LP  | 0 - 0 | Newell's        | 29 apr. | San Martin (SJ) | 2 - 0     | Temperley       | 7 mag. | Atl. Tucuman    | 3 - 2     | San Martin (SJ) | 13 mag. |
| Patronato       | 2 - 1 | Atl. Rafaela    | 29 apr. | Newell's        | 0 - 1     | Def. y Justicia | 7 mag. | Def. y Justicia | 2 - 1     | Racing Club     | 13 mag. |
| Huracan         | 0 - 1 | Racing Club     | 30 apr. | Racing Club     | 0 - 0     | Estudiantes LP  | 7 mag. | Sarmiento (J)   | 0 - 1 (c) | Tigre           | 15 mag. |
| Def. y Justicia | 0 - 0 | San Martin (SJ) | 30 apr. | Lanus           | 2 - 0     | Aldosivi        | 8 mag. | Temperley       | 2 - 0     | Newell's        | 15 mag. |
| Argentinos      | 1 - 0 | Boca Juniors    | 30 apr. | Atl. Tucuman    | 2 - 1 (c) | Belgrano        | 8 mag. | Argentinos      | 1 - 1     | Lanus           | 15 mag. |
| Tigre           | 0 - 1 | Lanus           | 2 mag.  | Boca Juniors    | 0 - 0     | Huracan         | 8 mag. | Aldosivi        | 2 - 1     | Atl. Rafaela    | 15 mag. |
| Temperley       | 1 - 1 | Atl. Tucuman    | 2 mag.  | Atl. Rafaela    | 0 - 0     | Tigre           | 8 mag. | Estudiantes LP  | 3 - 1     | Boca Juniors    | 15 mag. |

| 16ª giornata    | 16ª giornata | 16ª giornata    | 16ª giornata |
| Locali          | Risultato    | Ospiti          | Data         |
| --------------- | ------------ | --------------- | ------------ |
| Tigre           | 2 - 0        | Aldosivi        | 20 mag.      |
| Atl. Rafaela    | 0 - 2        | Argentinos      | 21 mag.      |
| Racing Club     | 2 - 0        | Temperley       | 21 mag.      |
| San Martin (SJ) | 2 - 0 (c)    | Godoy Cruz      | 22 mag.      |
| Newell's        | 2 - 1        | Atl. Tucuman    | 22 mag.      |
| Boca Juniors    | 0 - 0        | Def. y Justicia | 22 mag.      |
| Union           | 1 - 1        | Estudiantes LP  | 22 mag.      |
| Lanus           | 1 - 3        | Huracan         | 22 mag.      |

## Retrocessioni ("Descenso")
Al termine del campionato retrocede in Primera B Nacional la squadra con la peggior media punti (promedio), che si calcola sulla base del punteggio totale ottenuto da ogni squadra nel campionato 2016 sommato al punteggio totale delle precedenti 3 stagioni giocate nella massima categoria argentina, dividendo poi il totale dei punti così ottenuto per il numero di partite disputate In Primera División nel quadriennio. La squadra che è retrocessa nella categoria inferiore è l'Argentinos Juniors.
| #   | Squadra            | Punti 2013-14 | Punti 2014 | Punti 2015 | Punti 2016 | Totale Punti | Partite giocate | Promedio |
| --- | ------------------ | ------------- | ---------- | ---------- | ---------- | ------------ | --------------- | -------- |
| 1.  | Atl. Tucumán       | 0             | 0          | 0          | 30         | 30           | 16              | 1,875    |
| 2.  | San Lorenzo        | 60            | 26         | 61         | 34         | 181          | 103             | 1,757    |
| 3.  | Independiente      | 0             | 33         | 54         | 27         | 114          | 65              | 1,753    |
| 4.  | Boca Juniors       | 61            | 31         | 64         | 20         | 176          | 103             | 1,708    |
| 5.  | Lanús              | 59            | 35         | 42         | 38         | 174          | 103             | 1,689    |
| 6.  | Estudiantes (LP)   | 59            | 31         | 51         | 32         | 173          | 103             | 1,679    |
| 7.  | River Plate        | 58            | 39         | 49         | 18         | 164          | 103             | 1,592    |
| 8.  | Racing Club        | 33            | 41         | 57         | 24         | 155          | 103             | 1,504    |
| 9.  | Rosario Central    | 54            | 21         | 59         | 20         | 154          | 103             | 1,495    |
| 10. | Gimnasia (LP)      | 57            | 24         | 44         | 25         | 150          | 103             | 1,456    |
| 11. | Godoy Cruz         | 56            | 21         | 32         | 33         | 142          | 103             | 1,378    |
| 12. | Unión (SF)         | 0             | 0          | 41         | 22         | 63           | 46              | 1,369    |
| 13. | Tigre              | 49            | 26         | 46         | 20         | 141          | 103             | 1,368    |
| 14. | Belgrano           | 49            | 25         | 51         | 16         | 141          | 103             | 1,368    |
| 15. | Vélez Sarsfield    | 61            | 25         | 29         | 23         | 139          | 103             | 1,349    |
| 16. | Newell's Old Boys  | 56            | 25         | 40         | 16         | 137          | 103             | 1,343    |
| 17. | Banfield           | 0             | 20         | 50         | 15         | 85           | 65              | 1,307    |
| 18. | San Martín (SJ)    | 0             | 0          | 37         | 23         | 60           | 46              | 1,304    |
| 19. | Patronato          | 0             | 0          | 0          | 20         | 20           | 16              | 1,250    |
| 20. | Arsenal Sarandí    | 48            | 26         | 27         | 27         | 128          | 103             | 1,242    |
| 21. | Aldosivi           | 0             | 0          | 40         | 17         | 57           | 46              | 1,239    |
| 22. | Huracán            | 0             | 0          | 30         | 25         | 55           | 46              | 1,195    |
| 23. | Defensa y Justicia | 0             | 20         | 32         | 25         | 77           | 65              | 1,184    |
| 24. | Olimpo             | 50            | 19         | 36         | 13         | 118          | 103             | 1,145    |
| 25. | Quilmes            | 45            | 12         | 45         | 15         | 117          | 103             | 1,135    |
| 26. | Colón (SF)         | 0             | 0          | 34         | 17         | 51           | 46              | 1,108    |
| 27. | Atlético Rafaela   | 49            | 25         | 23         | 9          | 106          | 103             | 1,029    |
| 28. | Sarmiento (J)      | 0             | 0          | 30         | 17         | 47           | 46              | 1,021    |
| 29. | Temperley          | 0             | 0          | 30         | 16         | 46           | 46              | 1,000    |
| 30. | Argentinos Juniors | 0             | 0          | 33         | 12         | 45           | 46              | 0,978    |

## Finale
Al termine del campionato, le due prime classificate dei rispettivi gironi si scontrano in una finale in gara unica da disputarsi in campo neutro.
| Arbitro: | Darío Herrera |

|  |           |                                             |
|  | Marcatori | 18’ Benítez 59’ Almirón 74’ Sand 89’ Acosta |

## Cambi di allenatore
| Squadra            | Allenatore                    | Giornate |
| ------------------ | ----------------------------- | -------- |
| Aldosivi           | Fernando Quiroz               | 1 - 16   |
| Argentinos Juniors | Carlos Mayor                  | 1 - 6    |
| Argentinos Juniors | Raúl Sanzotti (interino)      | 7 - 16   |
| Arsenal Sarandí    | Sergio Rondina                | 1 - 16   |
| Atlético Rafaela   | Jorge Burruchaga              | 1 - 8    |
| Atlético Rafaela   | Juan Manuel Llop              | 9 - 16   |
| Atl. Tucumán       | Juan Manuel Azconzábal        | 1 - 16   |
| Banfield           | Claudio Vivas (interino)      | 1 - 8    |
| Banfield           | Julio César Falcioni          | 1 - 16   |
| Belgrano           | Ricardo Zielinski             | 1 - 16   |
| Boca Juniors       | Rodolfo Arruabarrena          | 1 - 5    |
| Boca Juniors       | Guillermo Barros Schelotto    | 6 - 16   |
| Colón (SF)         | Darío Franco                  | 1 - 11   |
| Colón (SF)         | Ricardo Johansen (interino)   | 12 - 16  |
| Defensa y Justicia | Ariel Holan                   | 1 - 16   |
| Estudiantes (LP)   | Nelson Vivas                  | 1 - 16   |
| Gimnasia (LP)      | Pedro Troglio                 | 1 - 7    |
| Gimnasia (LP)      | Andrés Yllana (interino)      | 8        |
| Gimnasia (LP)      | Gustavo Alfaro                | 9 - 16   |
| Godoy Cruz         | Sebastián Méndez              | 1 - 16   |
| Huracán            | Eduardo Domínguez             | 1 - 16   |
| Independiente      | Mauricio Pellegrino           | 1 - 14   |
| Independiente      | Fernando Berón (interino)     | 15 - 16  |
| Lanús              | Jorge Almirón                 | 1 - 16   |
| Newell's Old Boys  | Lucas Bernardi                | 1 - 2    |
| Newell's Old Boys  | Juan Pablo Vojvoda (interino) | 3 - 4    |
| Newell's Old Boys  | Diego Osella                  | 5 - 16   |
| Olimpo             | Diego Osella                  | 1 - 4    |
| Olimpo             | Cristian Díaz                 | 5 - 16   |
| Patronato          | Rubén Forestello              | 1 - 16   |
| Quilmes            | Alfredo Grelak                | 1 - 16   |
| Racing Club        | Facundo Sava                  | 1 - 16   |
| River Plate        | Marcelo Gallardo              | 1 - 16   |
| Rosario Central    | Eduardo Coudet                | 1 - 16   |
| San Lorenzo        | Pablo Guede                   | 1 - 16   |
| San Martín (SJ)    | Pablo Lavallén                | 1 - 16   |
| Sarmiento (J)      | Sergio Lippi                  | 1 - 6    |
| Sarmiento (J)      | Ricardo Caruso Lombardi       | 7 - 16   |
| Temperley          | Iván Delfino                  | 1 - 13   |
| Temperley          | Gustavo Álvarez (interino)    | 14 - 16  |
| Tigre              | Mauro Camoranesi              | 1 - 7    |
| Tigre              | Fabián Castro (interino)      | 8        |
| Tigre              | Pedro Troglio                 | 9 - 16   |
| Unión (SF)         | Leonardo Madelón              | 1 - 16   |
| Vélez Sarsfield    | Christian Bassedas            | 1 - 16   |

## Statistiche

### Statistiche campionato
- Partite giocate: 240
- Risultati
  - Vittorie in casa: 116 (48,33%)
  - Vittorie in trasferta: 54 (22,50%)
  - Pareggi: 70 (29,17%)
- Gol segnati: 601 (2,50 gol a partita)
  - Gol segnati in casa: 352 (58,57%)
  - Gol segnati in trasferta: 249 (41,43%)

### Classifica marcatori
| Gol | Rigori |  | Giocatore              | Squadra            |
| --- | ------ |  | ---------------------- | ------------------ |
| 15  | 5      |  | José Sand              | Lanús              |
| 11  |        |  | Ramón Ábila            | Huracán            |
| 9   | 2      |  | Fabián Bordagaray      | Defensa y Justicia |
| 9   | 1      |  | Santiago Damián García | Godoy Cruz         |
| 8   |        |  | Nicolás Blandi         | San Lorenzo        |
| 8   |        |  | Javier Toledo          | San Martín (SJ)    |
| 7   |        |  | Cristián Menéndez      | Atl. Tucumán       |
| 7   | 1      |  | Alan Ruiz              | Colón (SF)         |
| 7   |        |  | Walter Bou             | Gimnasia (LP)      |
| 7   | 3      |  | Ezequiel Rescaldani    | Quilmes            |
| 7   | 2      |  | Marco Ruben            | Rosario Central    |
| 7   |        |  | Claudio Riaño          | Unión (SF)         |